# Apollontempel am Hundstalsee

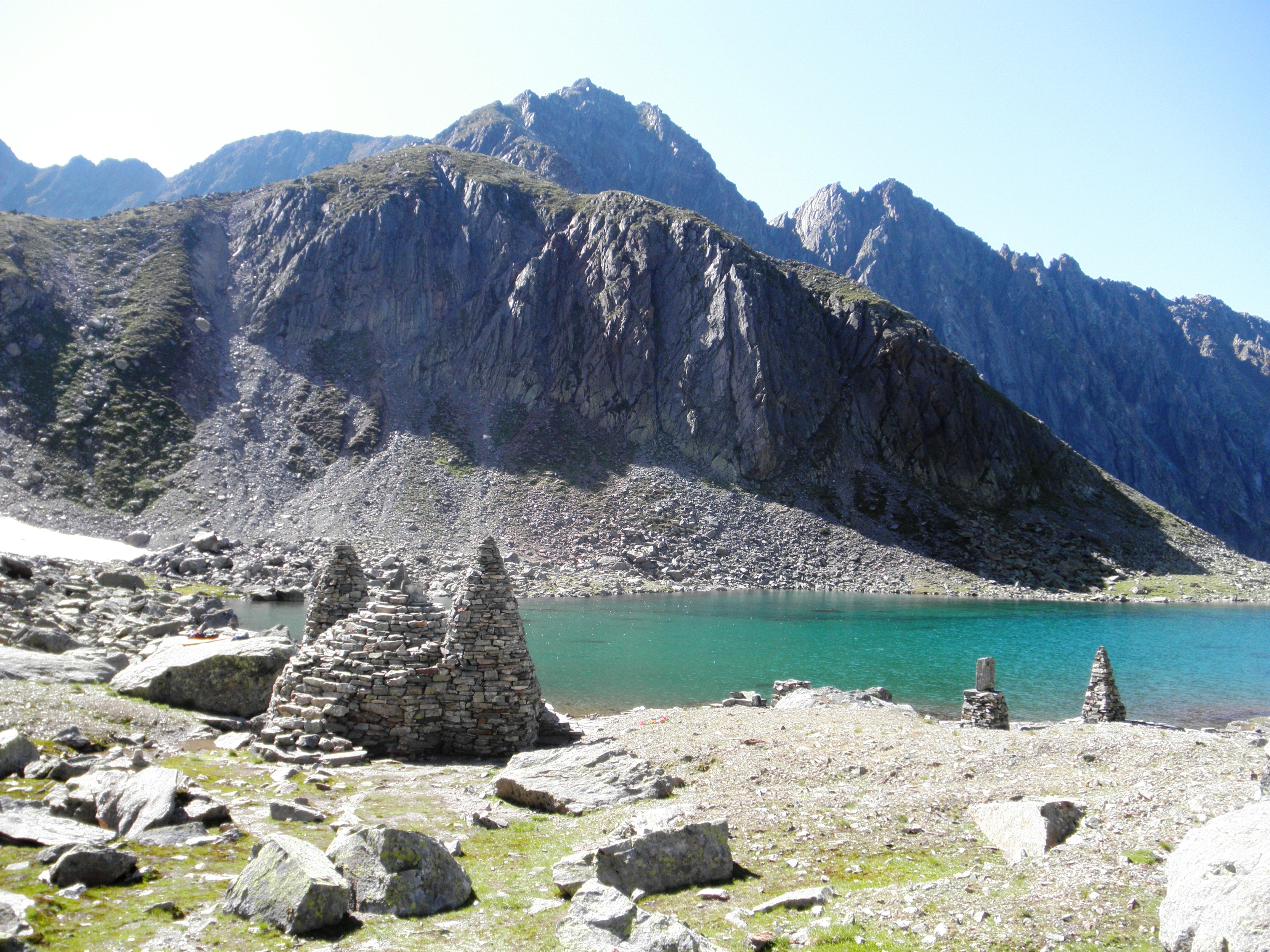
Seitenansicht des Apollontempels am Hundstalsee

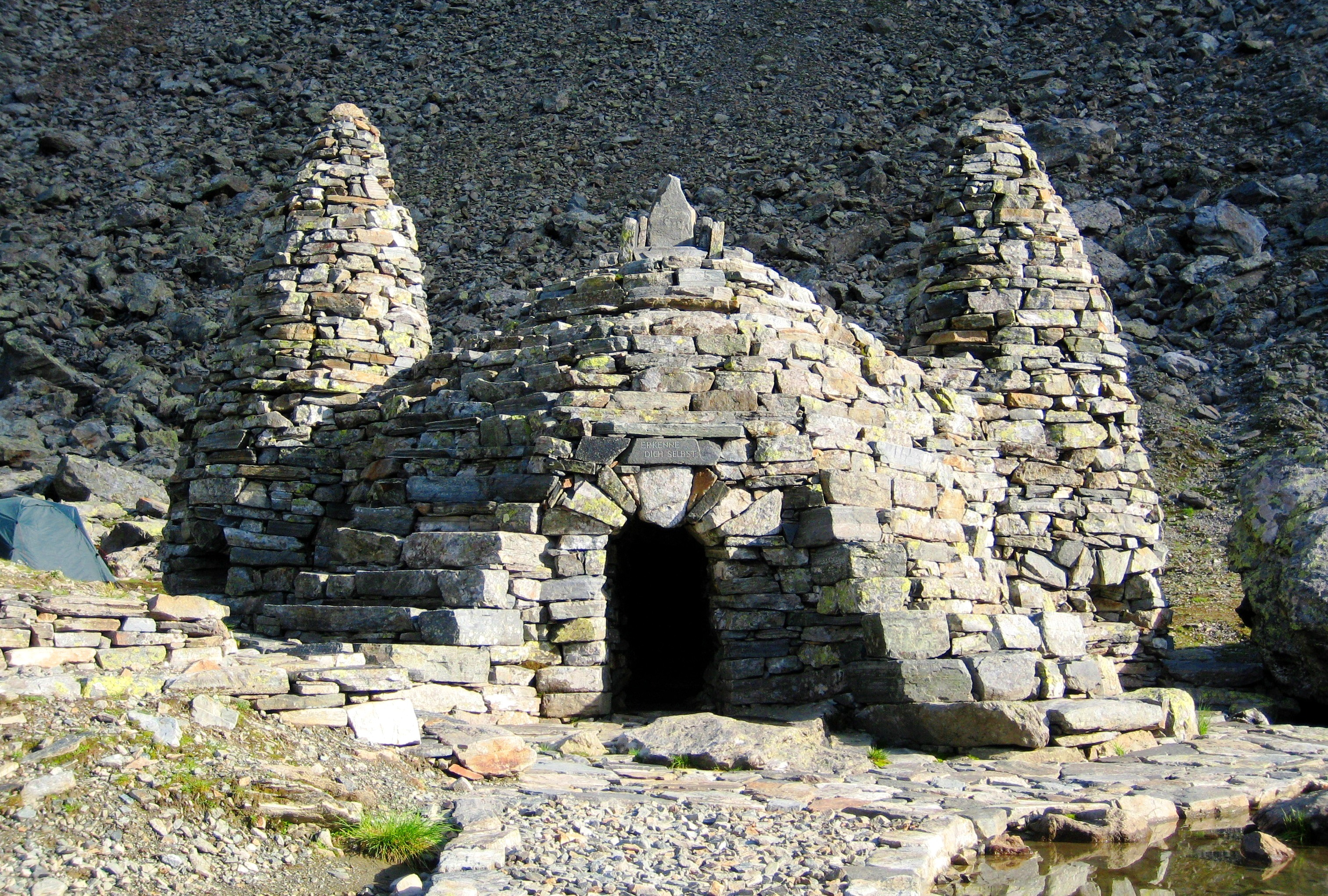
Apollontempel am Hundstalsee

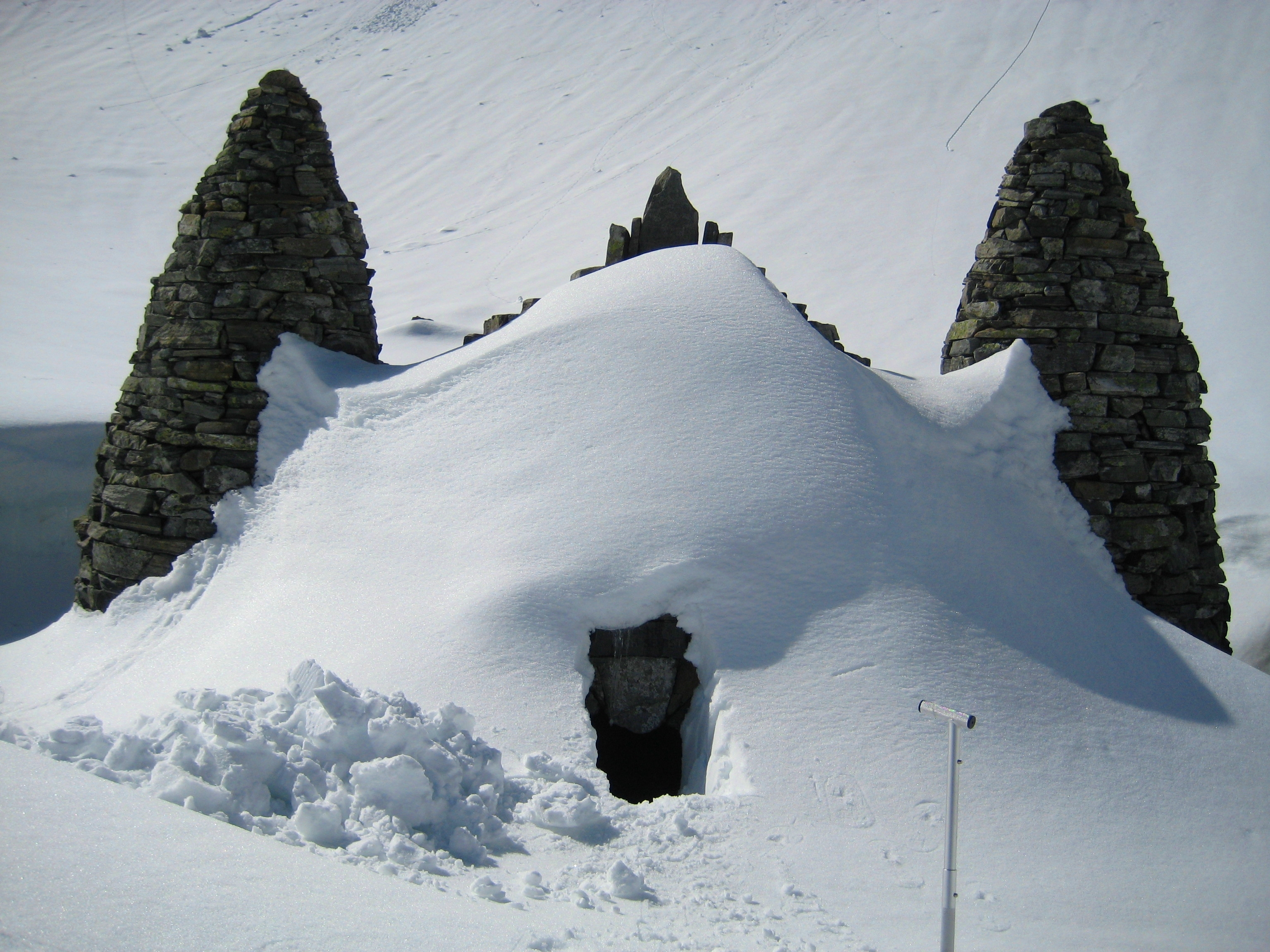
Der Apollontempel am Hundstalsee am 8. Mai 2008.

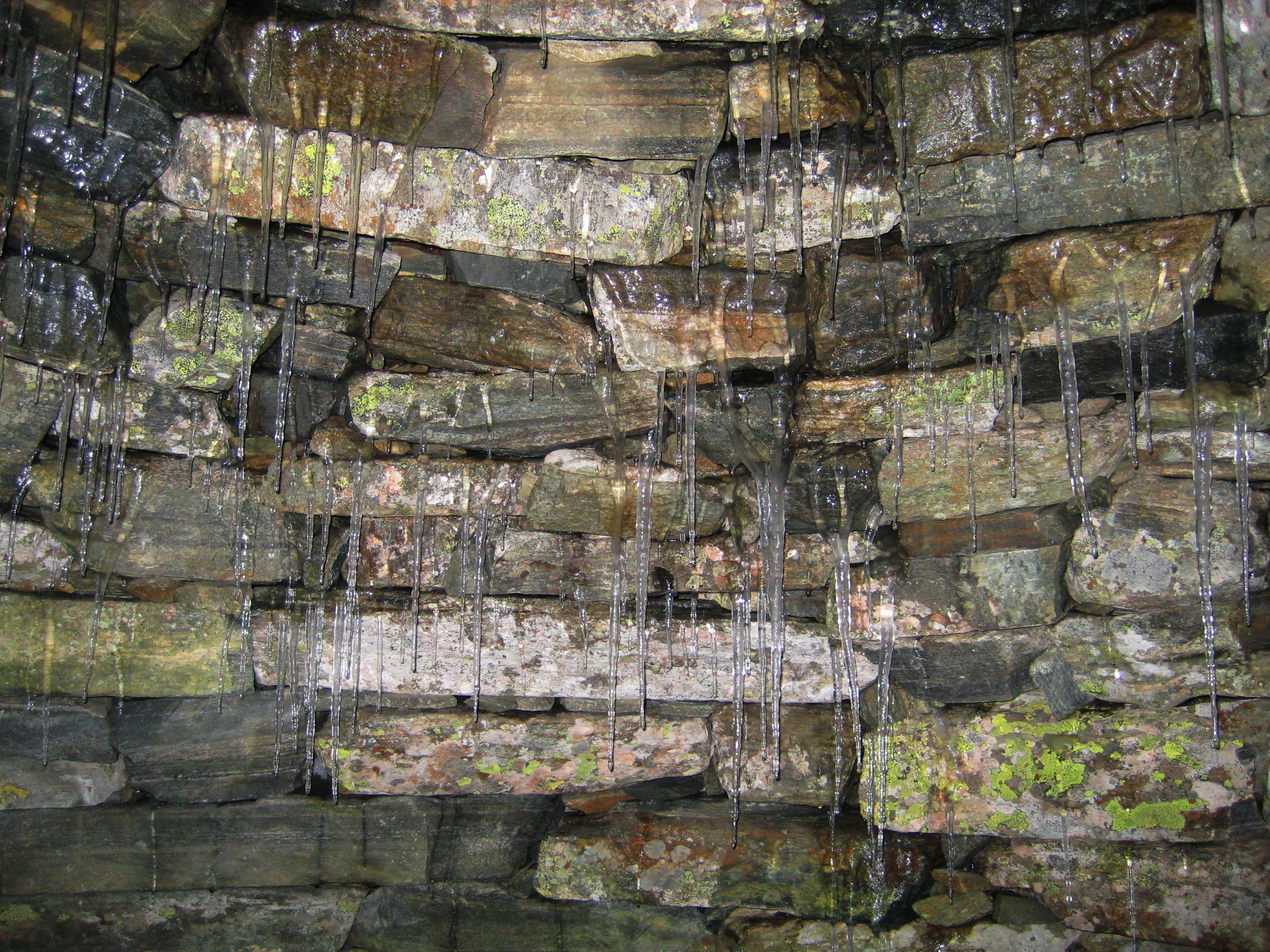
Das vereiste Innere der Kuppel des Apollontempels am Hundstalsee

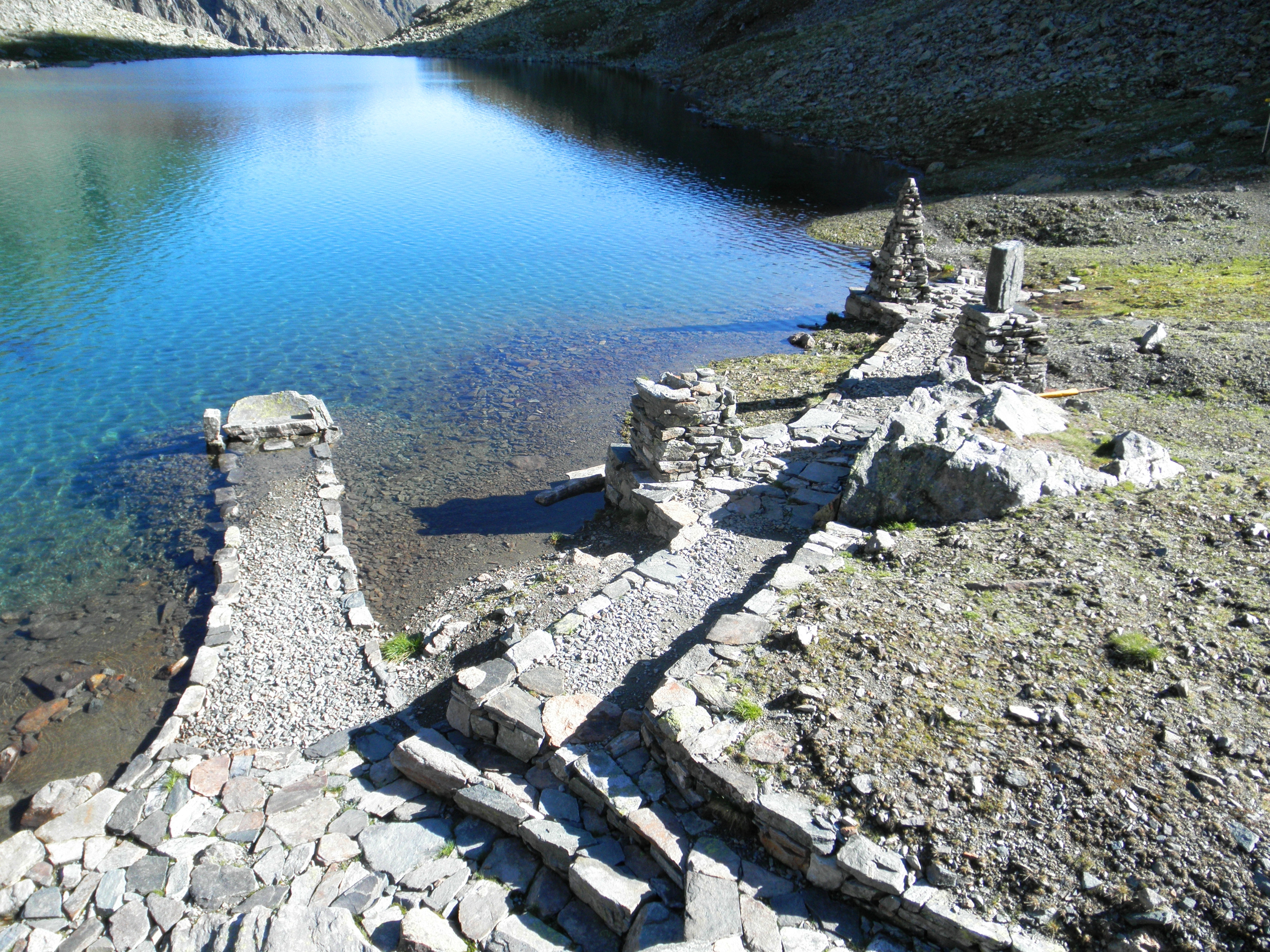
Apollontempel am Hundstalsee, Blick von der Kuppel auf den Steg und Säulengang

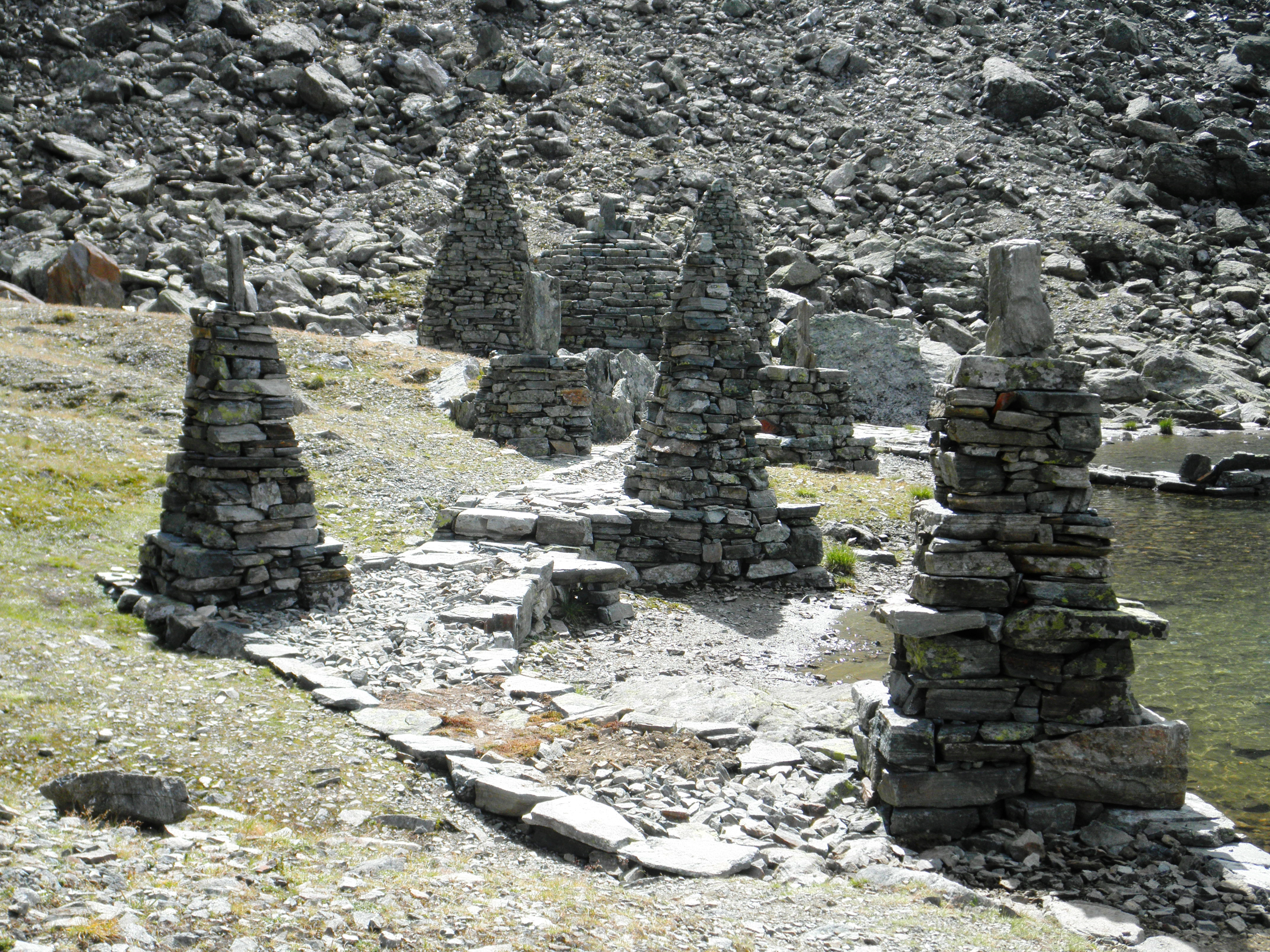
Apollontempel am Hundstalsee, Säulengang

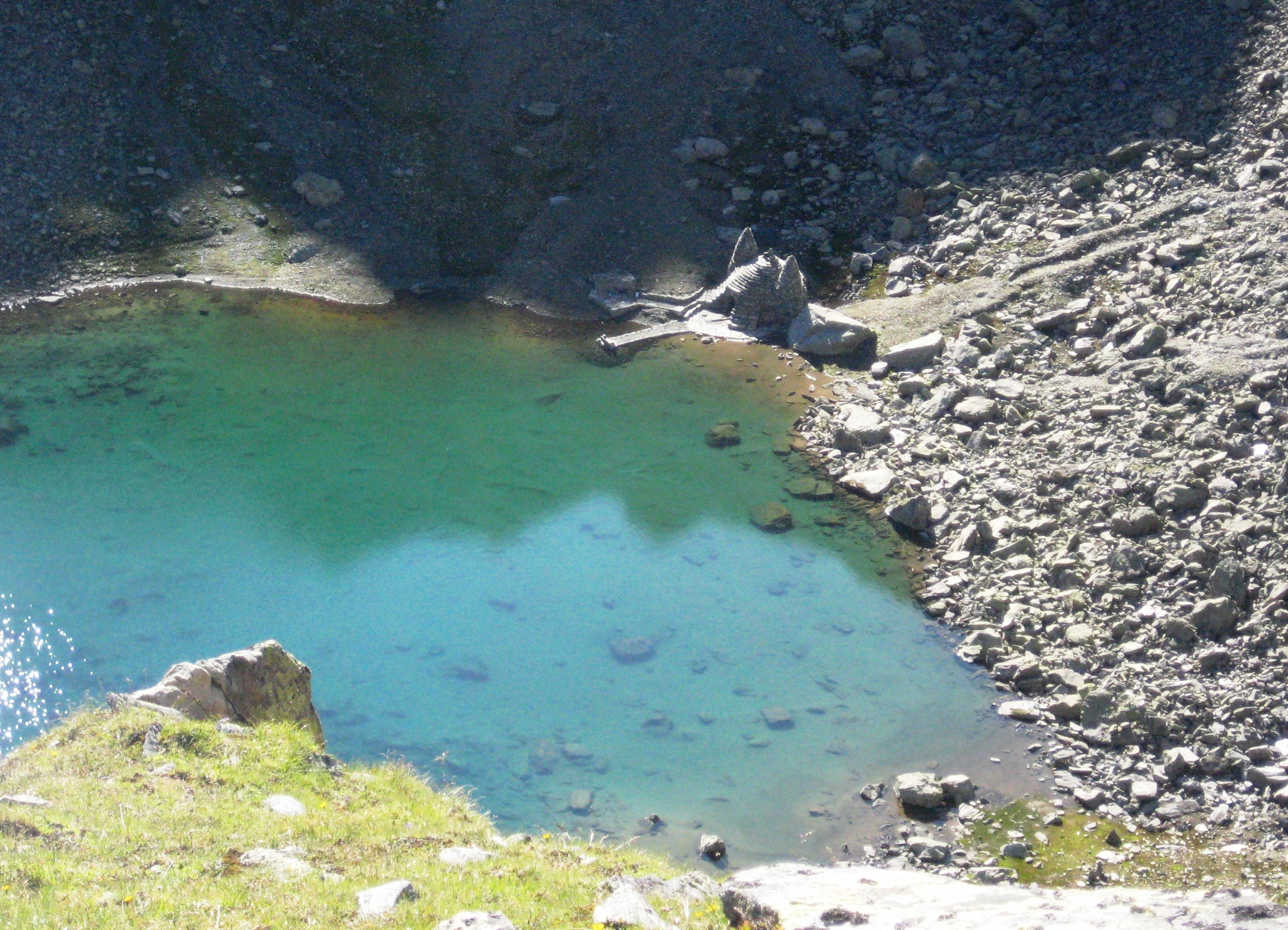
Blick vom Vorberg auf den Apollontempel am Hundstalsee im Juli 2008.

Der Apollontempel am Hundstalsee steht am Hundstalsee auf 2289 Metern Seehöhe in der Gemeinde Inzing im Bezirk Innsbruck-Land im Bundesland Tirol. 
Die Künstler Robert Tribus und Heinz Triendl errichteten den Tempel in zwanzigjähriger Bauzeit von 1986 bis 2006 als Trockenmauerwerk aus Natursteinen der Umgebung ohne Zuhilfenahme von Mörtel oder anderen Bindemitteln.

## Beschreibung
Der Innendurchmesser des Tempels beträgt 3,5 Meter. Die Kuppel, deren Konstruktionstechnik an eine Borie erinnert, trägt einen Thron auf ihrer Spitze. Sie erreicht außen eine Höhe von 4,5 Metern.
Der linke und rechte Turm ragen jeweils 6 Meter in die Höhe. Die Gesamtbreite von der äußeren linken Turmseite bis zur äußeren rechten Turmseite beträgt 8 Meter.
An der Front des Tempels befindet sich ein Treppenportal, dessen Durchgang eine Höhe von 1,3 Metern und eine Breite von 0,9 Metern misst und an einen Steg anschließt, der in den Hundstalsee führt. 
Der Tempel wird an der Rückseite von einer Lawinenmauer geschützt. Das Gesamtgewicht des Apollontempels wird auf 350 Tonnen geschätzt. 

## Geschichte
Die beiden Künstler Robert Tribus und Heinz Triendl wollten etwas schaffen, das der Nachwelt erhalten bleibt. Die Entscheidung fiel auf ein Steinmonument. Inspiriert waren sie von Land Art im Gebirge. Tribus als Kenner der griechischen Mythologie und Triendl, der den Hundstalsee als mystischen Ort kannte, beschlossen einen Tempel zu Ehren Apollons, des Gottes der Künste, zu errichten. Um ein möglichst archaisches Erscheinungsbild zu erreichen, entschieden sich die Künstler, ohne technische Hilfsmittel und ohne Mörtel zu arbeiten. 
Triendl erstellte erste Skizzen und einen maßstabgetreuen Plan des Tempels, um eine Genehmigung durch Baubehörden zu erhalten. Etwa ein Jahr vor Baubeginn errichtete die Künstler an derselben Stelle ein Schneemodell mit etwa drei Metern Höhe.
Der Bau wurde am 8. August 1986 begonnen. Aufgrund des langen Anmarsches und der teils schwierigen Witterungsbedingungen konnte nur an ca. 30 bis 40 Tagen im Jahr gebaut werden, wodurch die Fertigstellung des Tempels 20 Jahre dauerte.
Etwa einen Monat nach Baubeginn erstattete der damalige Jagdpächter eine Anzeige wegen Schwarzbau. Die Künstler wurden aufgefordert, den Urzustand wiederherzustellen. 
In Folge einer Bauverhandlung vor Ort im Jahr 1988 erteilte die Abteilung Umweltschutz des Landes Tirol eine Ausnahmebewilligung für fünf Jahre. Während der zwanzigjährigen Bauzeit des Tempels forderten die österreichischen Bundesforste mehrfach den Abriss des Tempels (1988, 1992, 1996, 1998 und 2002).
Nach mehreren Gerichtsverhandlungen mit anhängigen Abbruchbescheiden und daraus folgenden Strafzahlungen gerieten die Künstler unter Druck und verfassten 1990 das sogenannte Apollinische Manifest, mit dem sie namhafte Künstler zu einer schriftlichen Solidaritätsbezeugung animieren konnten. 1990 folgte eine parlamentarische Anfrage an den damaligen Landwirtschaftsminister, Franz Fischler, der das Projekt 1991 unterstützte, jedoch 1992 seine Meinung revidierte.
Daraufhin riefen die Künstler in mehreren Aktionen zu Solidarität auf, unter anderem in einem Protest vor dem Goldenen Dachl in Innsbruck und mit einem neunstündigen Sitzstreik vor dem ORF-Zentrum in Innsbruck. Nach einer zweiten parlamentarischen Anfrage erteilte das Landwirtschaftsministerium wieder seine Unterstützung, allerdings unter dem Vorbehalt, dass eine neuerliche Ausnahmebewilligung der Abteilung Umweltschutz des Landes Tirol einzuholen sei. Diese konnte jedoch aufgrund einer Gesetzesänderung nicht mehr erteilt werden, da dafür die Baugenehmigung des Grundeigentümers (Republik Österreich) vonnöten gewesen wäre.
Im Jahr 1997 beschlossen die Künstler, den Innenraum des Tempels mit Steinen aufzufüllen, um den Begriff des Bauwerks zu umgehen. Die Bundesforste sahen das Kunstwerk aber als „Anlage mit fragmentarischen Teilen eines Apollontempels“, die bewilligungspflichtig sei. Im Jahr 2002 konnten die Künstler die Unterstützung des neuen Jagdpächters zum Erhalt des Tempels sichern.
Im Jahr 2004 setzten sie ungeachtet der rechtlichen Probleme den Schlussstein an der Kuppel. Ein Jahr später öffneten sie den zuvor verschlossenen Eingang und entfernten die Steine aus dem Innenraum. Diese Steine wurden für den Steg in den Hundstalsee verwendet. Im Jahr 2005 errichteten die Künstler einen Thron auf der Kuppel und legten einen Steinboden im Innenraum sowie Bodenplatten vor dem Tempel.
Der Tempel wurde offiziell im August 2006 fertiggestellt, und im September 2007 feierlich eröffnet. Allerdings wird aktuell noch immer an einem Säulengang zum Tempel gebaut. Bei Fertigstellung soll er von sieben Steinmännern flankiert sein. Sie symbolisieren die sieben Weisen aus der griechischen Mythologie.
Die österreichischen Bundesforste erteilten schließlich im Jahr 2009 eine Nutzungsgenehmigung auf unbestimmte Zeit, wodurch der langjährige Rechtsstreit beigelegt und das Kunstwerk nach 22 Jahren rechtlicher Unsicherheit nachträglich legalisiert werden konnte.
Im Winter 2020/2021 wurde der orographisch linke Turm durch einen Felssturz nahezu vollständig zerstört und anschließend wieder aufgebaut.

## Kritik
Der Tirol-KURIER vom Dezember 1988 schreibt:
Wie der Tirol-KURIER berichtete, plant Triendl mit seinen Freunden ein „Natursteindenkmal“, das zu einer stillen Betrachtung verleiten soll. Die Tiroler Naturschutzbehörde hatte keinerlei Einwände. Den Österreichischen Bundesforsten waren die „Aktionen“ in der Bergwelt immer ein Dorn im Auge gewesen: Mehrfach hatten sie die „Einstellung der Bauarbeiten“ gefordert, zumal auch der Jagdpächter „Gefahr der Abwanderung der Gämsen“ gewittert hatte. Der älplerische Apollo-Tempel hat in der Zwischenzeit zu einer Internationalen Aktion geführt: Gegen die Kunstfeindlichkeit und den Abbruch der Arbeiten haben sich mittlerweile hunderte von Personen in einer Unterschriftenaktion ausgesprochen. Auch der Innsbrucker Ex-Minister und Verfassungsrechtler Hans Klecatsky unterstützt die Künstlergruppe: „Im Rahmen des freien Wegerechtes ist das Übereinanderhäufen von Natursteinen aus der Umgebung sicher keine Handlung, die den Besitz der Republik beeinträchtigt.“ Ein entsprechendes Gutachten soll deshalb helfen, die Entscheidung des Bezirksgerichtes anzufechten. Das Landesgericht wird sich nun nicht mehr nur mit Reh und Gams auseinanderzusetzen haben.

## Videos
- Video der Erbauer Teil 1 – youtube.com
- Video der Erbauer Teil 2 – youtube.com